# Valentina Monetta
Valentina Monetta (San Marino, 1975. március 1. –) San Marinó-i énekesnő. 

## Pályafutása
Hazájában a neve az Eurovíziós Dalfesztivál kapcsán vált híressé. Először a 2008-as versenyen szerette volna képviselni akkor debütáló hazáját, de a helyi szervező SMRTV nem az ő dalát, a "Se non ci sei tu"-t választotta.
Legközelebb 2012-ben került közel a versenyen való induláshoz; olyannyira, hogy ő lett a törpeállam indulója a bakui versenyen. Az első elődöntőben a "The Social Network Song" című dalával a tizennegyedik helyet szerezte meg a tizennyolcból. Ugyan ezzel hazája valaha volt legjobb eredményét érte el a dalversenyen, de így sem sikerült kvalifikálnia magát a döntőbe. 
Az ezt követő évben, 2013-ban a san marinói köztévé ismét úgy döntött, hogy Valentina képviseli Őket a fesztiválon. Versenydalát a 2012-ben is szerző Ralph Siegel jegyezte, bár a szövegét jelen esetben Mauro Balestrinek köszönhette. A "Crisalide (Vola)" című dal nagyban eltért a 2012-es közösségi hálóról szóló műtől. A dalt balladaként kezdi az énekesnő, majd a kétharmadánál egy pörgős popdalba vált át a zene. 
Valentina a dalt először a 2013. május 14-i második elődöntőben adta elő, sorrendben másodikként, a lett PeR együttes után, valamint a macedón Esma és Lozano előtt. A szavazás során a tizenegyedik helyen végzett, így éppen csak lecsúszott a döntőről. 2013. június 19-én jelentették be, hogy az énekesnő sorozatban harmadszor képviseli a törpeállamot, ő lesz San Marino indulója 2014-ben Dániában. Ezúttal a "Maybe" című dalt adta elő először a május 6-i első elődöntőben, ami a tizedik helyen végzett, így Valentinának harmadik próbálkozásra sikerült bejutnia a dalfesztivál döntőjébe. A május 10-én rendezett döntőben huszonötödikként adta elő dalát, ami összesen 14 pontot kapott, ez a 24. helyet jelentette a huszonhat fős mezőnyben. 2017-ben ismét ő képviselte San Marinot Jimmie Wilsonnal a Spirit of the Night című dalukkal.

## Fordítás
- Ez a szócikk részben vagy egészben  a   Valentina Monetta című angol Wikipédia-szócikk fordításán alapul.  Az eredeti cikk szerkesztőit annak laptörténete sorolja fel. Ez a jelzés csupán a megfogalmazás eredetét és a szerzői jogokat jelzi, nem szolgál a cikkben szereplő információk forrásmegjelöléseként.